# Zofia Kernowa
Zofia Zawisza 1. voto Gąsiorowska 2. voto Kernowa, ps. Anna Wiśniowiecka, Zofia Zawiszanka (ur. 8 lutego 1889 w Szpitarach koło Miechowa, zm. 2 lipca 1971 w Krakowie) – polska poetka, prozaiczka i publicystka, działaczka niepodległościowa.

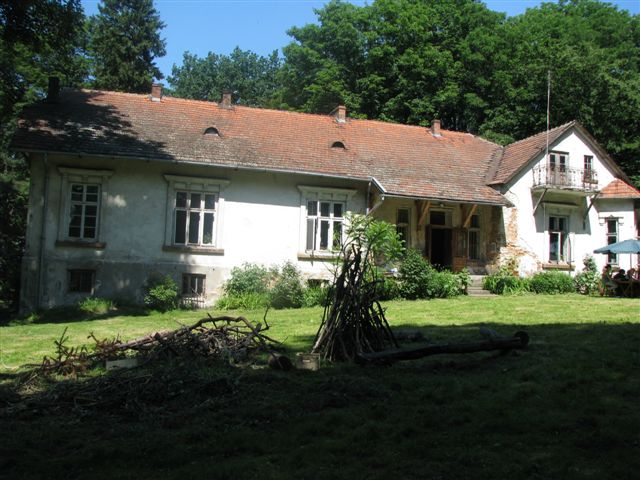
Dwór rodziny Zawiszów, 2008

## Życiorys
Była córką Artura Zawiszy i Marii z domu Wolka. Mieszkała w majątku rodzinnym w Goszycach (woj. małopolskie) .
W 1908 eksternistycznie zdała maturę w III Gimnazjum Franciszka Józefa we Lwowie . W czasie nauki działała w uczniowskiej organizacji PET i w Towarzystwie Szkoły Ludowej. W 1909 zaczęła studia w Studium Rolniczym Wydziału Filozoficznego Uniwersytetu Jagiellońskiego w Krakowie. Inżynierką rolnictwa została 14 marca 1917. W czasie studiów związała się z ruchem zarzewiackim. Współpracowała z działaczami Narodowego Związku Chłopskiego i Narodowego Związku Robotniczego. Zainspirowała powstanie zalążków organizacji paramilitarnych dla galicyjskiej młodzieży akademickiej (Legia Niepodległości). W 1911 zorganizowała Żeńską Drużynę Strzelecką w Krakowie . W 1912 wstąpiła do żeńskiej Polskiej Drużyny Strzeleckiej, której była współzałożycielką i komendantką.
W czasie I wojny światowej pracowała w wywiadzie Legionów Polskich. Należała do Polskiej Organizacji Wojskowej. Dostarczała patrolom Józefa Piłsudskiego informacji o ruchach wojsk rosyjskich. Jej dwór był punktem kontaktowym dla kurierów Oddziału Wywiadowczego oraz dla legionistów . Działała w Narodowym Związku Chłopskim. Redagowała czasopismo „Bartosz”. Później wstąpiła do królewiackiego Polskiego Stronnictwa Ludowego (późniejszy PSL Wyzwolenie).
W wojnie polsko-bolszewickiej walczyła w Ochotniczej Legii Kobiet w stopniu kapitana . W okresie międzywojennym administrowała rodzinnym majątkiem w Goszycach, a także działała w Związku Legionistów Polskich, Związku Ziemian i Związku Pracy Obywatelskiej Kobiet. W roku akademickim 1923/1924 wróciła na studia na UJ. W 1924 była organizatorką krakowskich uroczystości z okazji 10 rocznicy wymarszu I Kompanii Kadrowej. W Goszycach gościła J. Piłsudskiego oraz oficerów oddziału W. Beliny-Prażmowskiego . Utrzymywała bliskie stosunki towarzyskie z Aleksandrą i Józefem Piłsudskimi.
Poślubiła Janusza Gąsiorowskiego (1889–1949), bliskiego współpracownika Piłsudskiego, później generała brygady Wojska Polskiego. W 1916 urodziła się ich córka, Anna Gąsiorowska (późniejsza żona Jerzego Turowicza, zm. 2000). Jej ojcem chrzestnym był Piłsudski. Drugim mężem Zofii (od 1925) był inż. Romuald Kern.
Debiutowała w 1917, ogłaszając broszurę Nasz naczelnik Józef Piłsudski (pod nazwiskiem Przerowa). Publikowała wiersze, wspomnienia, opowiadania oraz powieści dla młodzieży. W dwudziestoleciu międzywojennym pisała książki pod nazwiskiem Zofii Zawiszanki. Jej artykuły drukowano w czasopismach: „Rząd i Wojsko”, „Kobieta Współczesna” i „Bluszcz”.
W czasie okupacji hitlerowskiej podjęła współpracę z organizacjami konspiracyjnymi, m.in. Batalionami Chłopskimi i Organizacją Orła Białego. W jej majątku chronili się żołnierze podziemia oraz poszukiwaniu przez władze niemieckie.
Po reformie rolnej przeniosła się do Krakowa. Pracowała jako tłumaczka z języka francuskiego. Publikowała w „Tygodniku Powszechnym”.

## Ordery i odznaczenia
- Krzyż Niepodległości z Mieczami – 18 października 1932 za pracę w dziele odzyskania niepodległości[6]
- Krzyż Walecznych[1]
- Krzyż Polskiej Organizacji Wojskowej[1]
- Odznaka Pamiątkowa Pierwszej Brygady „Za wierną służbę”[1]
- Odznaka Pamiątkowa „Pierwszej Kadrowej”[7]
- Odznaka pamiątkowa 1. Pułku Ułanów[1]

## Twórczość (wybór)
- Głos wśród burzy (wiersze z lat młodzieńczych; jako Anna Wiśniowiecka; 1918)
- Poprzez fronty. Pamiętnik wywiadowczyni I pułku piechoty Legionów z 1914 r. Na podstawie notatek spisanych w II – III 1915 r. (wspomnienia; jako Zofia Zawiszanka; 1928)
- Świt wielkiego dnia. Opowieść z dzieciństwa Marszałka Piłsudskiego (1938)
- Przedziwny wódz. Powieść z XV w. (Albertinum 1948)
- Zwiastuny burzy, Goszyce-Słomniki-Małoszów-Goszyce 30 VII-6 VIII, [w:] Rok 1914 w dokumentach i relacjach (Fundacja Centrum Dokumentacji Czynu Niepodległościowego; Księgarnia Akademicka 2004)
- Zofia Zawiszanka, [w:] Kobiety niepodległości. Wspomnienia z lat 1910–1918, red. Kamil Piskała, Marta Sikorska-Kowalska, Warszawa 2019, s. 185–235[2].